# Schlacht von Senno
Die Panzerschlacht von Senno (belorussisch: Сянно́) fand zwischen dem 6. und 9. Juli 1941 östlich der Stadt Lepel in Weißrussland statt. Die Operation wurde im Zweiten Weltkrieg in der Anfangsphase des deutschen Angriffes an der Ostfront ausgetragen. Am 6. Juli startete die sowjetische 20. Armee mit zwei Panzerkorps einen Gegenangriff aus dem Gebiet nördlich und westlich von Orscha gegen die rechte Flanke der deutschen Panzergruppe 3 unter Generaloberst Hoth. Dabei führten das sowjetische 7. und 5. mechanisierte Korps mit etwa 1400 Panzern den Hauptschlag (darunter auch 47 moderne KW-1 Panzer und 49 T-34 Panzer), der aber von der Wehrmacht abgeschlagen wurde.

## Vorgeschichte
Nach der Niederlage der sowjetischen Westfront in der Kesselschlachten von Bialystok und Minsk wurden die Angriffsspitzen der deutschen Panzerdivisionen an die westliche Düna und an den Dnjepr vorgeführt, um die Voraussetzungen für die weitere Offensive nach Moskau zu schaffen. Um die Bemühungen der Panzergruppe 2 und 3 beim Vorstoß auf Smolensk besser zu koordinieren, unterstellte der Oberbefehlshaber der Heeresgruppe Mitte, Generalfeldmarschall von Bock beide Panzergruppen am 3. Juli der taktischen Führung der 4. Armee unter Generaloberst Günther von Kluge. Das aus der Reserve des OKH freigegebene Oberkommando der 2. Armee unter Generaloberst von Weichs übernahm das Kommando zur Ausschaltung der restlichen sowjetischen Einheiten, die noch westlich von Minsk niedergekämpft wurden.
Der Stoß des deutschen XXXIX. Armeekorps (mot.) unter General der Panzertruppen Rudolf Schmidt zielte auf Witebsk, zuvor musste der Durchmarsch durch die Seenenge östlich von Beschenkowitschi geöffnet werden. Der Besitz von Witebsk war eine Voraussetzung für die Weiterführung der Offensive auf Smolensk. Die 7. Panzerdivision (Generalmajor Hans von Funck), welche als Avantgarde fungierte, erreichte die Beresina am 3. Juli bei Lepel und bildeten einen Brückenkopf am östlichen Ufer. Die Verbindung zur rechts eingesetzten 20. Panzerdivision, die ihrerseits den Vorstoß über die Ulla und Düna forcierte, wurde aufrechterhalten. Südlich davon, entlang der Rollbahn nach Moskau richtete sich der Vorstoß des deutschen XXXXVII. Armeekorps (mot.) unter General der Panzertruppen Joachim Lemelsen mit der 18. Panzerdivision auf Orscha. Um die Verbindung zwischen diesen beiden Korps und gleichzeitig zwischen den inneren Flügeln der Panzergruppe 3 und 2 sicherzustellen, wurde im zweiten Treffen die 17. Panzerdivision (Generalmajor Karl von Weber) nach Senno nachgezogen.

### Sowjetischer Angriffsplan
Im Hauptquartier der Stawka wurden Sofortmaßnahmen ergriffen, um die bedrohte Front in Belarus zu stabilisieren. Am 1. Juli wurde die 19., 20., 21. und 22. Armee aus der Reserve an die Westfront übergeben, um die vorbereiteten Auffangstellungen zu besetzen. Im rückwärtigen Frontgebiet wurde zusätzlich die 16. Armee aus der Stawka-Reserve freigegeben und im Raum Smolensk konzentriert. Die neu organisierte Westfront zählte wieder 48 Schützendivisionen und 5 mechanisierte Korps, jedoch konnte Anfang Juli die Verteidigung an der westlichen Düna und am Dnjepr vorerst nur mit 10 Schützendivisionen geführt werden. Die Formationen der sowjetischen 13. und 4. Armee zogen sich weiter in Richtung auf Mogilew und Bobruisk zurück und versuchten an neu eingenommenen Zwischenlinien Fuß zu fassen, um die deutschen Truppen zu stoppen.

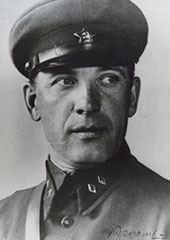
General Pawel Kurotschkin

Der neu ernannte Befehlshaber der Westfront, Marschall S. K. Timoschenko, beschloss im Abschnitt Orscha mit der neu herangeführten 20. Armee (General Pawel Alexejewitsch Kurotschkin) eine Gegenoffensive an der Naht zwischen der gegnerischen Panzergruppe 2 und 3 anzusetzen. Am 2. Juli übermittelte er dem Stabschef der sowjetischen 4. Armee folgenden Befehl: Blockierung möglicher feindlicher Annäherungen auf Bobruisk in Richtung Norden, um einen durchgehenden Streifen von Hindernissen zwischen der Beresina und dem Dnjepr organisieren zu können.
Der sowjetischen 20. Armee wurde für den Angriff neben dem 69. Schützenkorps (153., 229. und 233. Schützendivision) zwei mechanisierte Korps (5. und 7. mech. Korps) zur Verfügung gestellt, welche die Stellungen zwischen Witebsk und Orscha besetzten. Zusätzlich standen General Kurotschkin 4 Artillerie-Regimenter und 5 Flugabwehr-Artillerie-Divisionen zur Verfügung. Insgesamt bestand die 20. Armee aus etwa 130.000 Mann, über 1400 Panzer, 1400 Geschütze und Mörser, darunter etwa 500 Pak.
In der Nacht des 5. Juli wurde den beiden mechanisierten Korps befohlen, in den Ausgangsraum zu marschieren und sich für einen allgemeinen Gegenschlag am folgenden Morgen vorzubereiten. Das 5. mechanisierte Korps war aus der Ukraine in das Gebiet östlich von Orscha verlegt worden, die Panzereinheiten trafen dort ab 4. Juli ein, die Reste wurden bis zum 8. Juli ausgeladen, die Hauptkräfte der 109. motorisierten Schützendivision und die rückwärtigen Einheiten kamen überhaupt nicht mehr am Schauplatz an. Das Aufklärungs- und das Nachrichtenbataillon der 13. Panzerdivision standen ebenfalls noch in der Ukraine. Das 7. mechanisierte Korps war im Moskauer Militärbezirk aufgestellt worden und wurde vollständig in Richtung Smolensk vorgeführt. Die 1. motorisierte Schützendivision (General Kreiser) griff im Raum östlich Borissow taktisch selbstständig an der südlichen Flanke an.
Marschall Timoschenko gab dem Oberbefehlshaber der 20. Armee in seiner Richtlinie Nr. 16 folgende Angriffsbefehle: „Bereiten Sie in Zusammenarbeit mit der Luftfahrt in den Richtungen Ostrowno und Senno einen Gegenangriff des 7. und 5. mechanisierten Korps vor, für den das 7. mechanisierte Korps im Gebiet Liosno und das 5. mechanisierte Korps im Gebiet Dewino-Orechowsk anzusetzen sind, um den Erfolg in Richtung Kamen-Kublichi und in Richtung Lepel zu entwickeln“.
Die Tiefe der Vorstöße wurde ebenfalls bestimmt: für das 5. mechanisierte Korps bis 140 km – aus dem Gebiet Wysokoje an die Linie Senno-Lepel und für das 7. mechanisierte Korps bis 130 km – vom Gebiet Rudnja bis an die Linie Beschenkowitschi-Lepel. Nach Erreichen von Lepel sollte das 7. mechanisierte Korps an der Flanke und im rückwärtigen Gebiet der deutschen Gruppierung vor Polozk (LVII. Armeekorps mot.) angreifen und das 5. mechanisierte Korps sollte eine Offensive im Westen in Richtung Dokschitza führen. Die Avantgarde der sowjetischen 14. Panzerdivision war bereits am Nachmittag des vorigen Tages mit der deutschen Avantgarde am Westufer der Tschernogostiza in Fühlung gekommen. Im Süden wurde die Offensive von der 1. motorisierten Schützendivision unterstützt, die entlang der Moskauer Autobahn gegen die deutsche 18. Panzerdivision angriff und durch das 115. Panzerregiment der 57. Panzerdivision verstärkt wurde.
Die Aktionen der 20. Armee aus der Luft wurden von der 23. gemischte Fliegerdivision (169. und 170. Kampfflieger-Regiment, 213. und 214. Bomberflieger-Regiment, 430. Flugabwehr-Regiment und 401. Jagdflieger Regiment) mit insgesamt 124 Flugzeugen unterstützt, davon waren 26 Maschinen außer Betrieb, 98 einsetzbar, von denen 54 Jäger (darunter 19 MiG-3), 22 Bomber und 22 Iljuschin II Schlachtflugzeuge waren. Die 12. Bombenflieger-Division mit Sitz in der Region Witebsk erhielt ebenfalls den Auftrag, die Offensive zu unterstützen, hatte jedoch zu diesem Zeitpunkt bereits schwere Verluste erlitten.
Rote 20. Armee, Generalleutnant Pawel Alexejewitsch Kurotschkin
69. Schützenkorps, Generalmajor Jewdokim Andrejewitsch Mogilewtschik
- 73. Schützendivision (Oberst A. I. Akimow)
- 229. Schützendivision, Generalmajor Michail Iwanowitsch Koslow
- 233. Schützendivision, Oberst Grigori Fjodorowitsch Kotow

7. mechanisiertes Korps, Generalmajor Wassili Iwanowitsch Winogradow
- 14. Panzerdivision, Oberst Iwan Dmitrijewitsch Wassiljew
- 18. Panzerdivision, Generalmajor Fedor Timofejewitsch Remisow

5. mechanisiertes Korps, Generalmajor Ilja Prokofjewitsch Alexejenko
- 13. Panzerdivision, Oberst Fedor Ustinowitsch Gratschew
- 17. Panzerdivision, Oberst Iwan Petrowitsch Kortschagin
- 109. motorisierten Schützendivision, Oberst Nikolai Pawlowitsch Krasnoretzki

## Die Schlacht
Die Aufklärung der deutschen Panzergruppe 3 erkannte unter Berücksichtigung der Daten ihrer Fliegerinformationen rechtzeitig, dass sowjetische mechanisierte Truppen vorrückten und bereitete sich gründlich auf die Abwehr vor. Das 8. Fliegerkorps (General von Richthofen) wurde angefordert und alle verfügbaren Panzerabwehrwaffen zusammengezogen, um den erkannten Gegenangriff der Roten Armee abzuwehren. Auf deutscher Seite nahmen an den beiden ersten Tagen der Kämpfe die 7. und 17. Panzerdivision teil. Von den 265 Panzern, über welche die 7. Panzerdivision (Generalmajor von Funk) am 22. Juni verfügte, standen noch 149 im Einsatz, davon viele tschechische Panzer Panzer 38(t). Bei der 17. Panzerdivision (Generalmajor von Weber) standen am 6. Juli sogar nur noch 78 von 239 Panzer zur Verfügung, die sie zu Beginn des Unternehmens Barbarossa hatte.
Am 6. Juli startete die 20. Armee ihren Gegenangriff aus dem Gebiet nördlich und westlich von Orscha gegen die rechte Flanke der Panzergruppe 3. Das 5. mechanisierte Korps (13. und 17. Panzerdivision) verfügte zu Beginn der Offensive über gesamt 974 Panzer, nur 860 Panzer, davon 7 KW und 10 T-34, kamen zum Einsatz. Das 7. mechanisierte Korps (14. und 18. Panzerdivision) zählte 801 Panzer (ohne die noch nicht eingetroffene 109. motorisierte Schützendivision waren nur 571 Panzer verfügbar), darunter 269 veraltete T-26 Panzer, 196 BT und nur 34 KW-1 und 29 T-34 Panzer.
Erst am frühen Morgen hatten die Einheiten des 7. mechanischen Korps (mit Ausnahme der 1. motorisierten Division, die bereits getrennt vom Korps im Angriff stand) die Ausgangsstellungen an der Dörferlinie Podduba-Woronowo-Hotemlja-Korolewo eingenommen. Die zum Angriff bestimmten mobilen Kräfte zählten zusammen mehr als 1.400 Panzer, zumeist alte Typen und 330 gepanzerte Fahrzeuge.
Die Panzerdivisionen (14. und 18.) des 7. mech. Korps rückten am Morgen des 6. Juli 48 und 58 Kilometer in das Gebiet nördlich und südlich von Senno vor, wo man auf die deutsche 7. Panzerdivision traf. Als das Korps seine Startposition für den Gegenangriff erreichte, schickte Winogradow die 14. und 18. Panzerdivision ohne Reserve nach vorne. Trotzdem hatte die 14. Panzerdivision auf Beschenkowitschi und Kamen, die 18. Panzerdivision auf Tepljaki und Bobrowo, später auf Lepel vorzugehen. Die Divisionen des 5. mechanisierten Korps (13. und 17.) rückten aufgrund vorhergegangenen Regens auf den aufgeweichten Straßen langsamer vor und konnten bis 8:00 Uhr in Richtung Lepel nur 13 bis 15 Kilometer zurücklegen. Der Vorstoß des 5. Mechanisierten Korps stießen bis 20 Uhr zwischen 14 und 16 km tief vor: die 17. Panzerdivision erreichte die Dörferlinie Serkuti-Budino; die 13. Panzerdivision den Abschnitt Zamoshje-Oboltzy; die 109. mot. Schützendivision stand 7 km westlich von Wjasmitschi.
Am Morgen des 7. Juli startete die sowjetische 14. Panzerdivision, nachdem sie die Übergänge ausgerüstet hatte, einen weiteren Angriff: Mehrere Gruppen dieser Division konnten das Westufer der Tschernogostiza gewinnen und führten dort Aufklärungen durch, wobei aber 6 KW 1-Panzer verloren gingen. Ein motorisiertes Schützenbataillon ging mit Unterstützung schwerer Panzer zum Angriff über, konnte aber nicht aus dem westlichen Brückenkopf ausbrechen. Die Situation wurde durch veraltete Benzinmotoren verschärft, aufgrund dessen die getroffenen sowjetischen Panzer wie Kerzen brannten. Nach einem Vorstoß von 7 bis 10 Kilometern rückten in die Linie Uzdorniki, Antopolje vor, wo sie auf starken Widerstand trafen. wurde die Division zum Fluss Tschernogostiza zurückgetrieben. Die 14. Panzerdivision verlor bis zum Tagesende 72 Panzer, schaffte es aber gleichzeitig, den deutschen Truppen relativ große Verluste zuzufügen. Die Divisionen des 5. mechanisierten Korps griffen die ausgedehnten Marschkolonnen der deutschen 17. Panzerdivision an, die auf Senno vorrückte, und drangen auf der Linie Tsotow und Tolpino vor. Die meisten KW 1 und T 34 der sowjetischen 14. Panzerdivision wurden von Panzerabwehrkanonen und Flugzeugen ausgeschaltet. Die sowjetische Luftfahrt konnte nur schwache Unterstützung leisten. Die veralteten Panzertypen T-26, BT-5 und BT-7 konnten sich gegen die deutschen Einheiten nicht erfolgreich widersetzen. Das 35. Panzerregiment der 18. Panzerdivision kämpfte östlich von Senno und schaffte es am Nachmittag, die deutsche Besatzung aus dem Ort zu vertreiben. Das deutsche Kommando musste Reserven heranziehen, woraufhin Einheiten zweier deutscher Divisionen zum Angriff auf Senno übergingen. Während des Tages ging Senno dreimal von Hand zu Hand. Auch das sowjetische 36. Panzerregiment beteiligte sich von Norden her an den Kämpfen um Senno und wurde bis zum Abend zum Rückzug gezwungen.
Am 8. Juli gelang es den deutschen Truppen die Einheiten der 18. Panzerdivision aus Senno nach Osten hinauszudrängen. Ohne die Unterstützung der 14. Division abzuwarten, musste die 18. Panzerdivision Senno aufgeben. Die Aufgabe von Senno durch Einheiten des 7. mechanisierten Korps verschlechterte auch die Position des südlicher angesetzten 5. mechanisierten Korps. Die sowjetische 14. Panzerdivision konnte den Flusses Tschernogostnitsa östlich von Beschenkowitschi nicht mehr überwinden. Der bislang durchaus wuchtige sowjetische Panzerangriff konnte ohne die Unterstützung von Infanterie und Artillerie nicht weiterentwickelt werden. Die Angriffe der deutschen Schlachtflieger, gepaart mit einer starken Panzerabwehr erreichten große Abwehrerfolge. Allein am 8. Juli wurden von der Luftwaffe 200 sowjetische Panzer abgeschossen, die meisten der kampfstarken KW 1 und T-34 der sowjetischen 14. Panzerdivision konnte nur mit Hilfe der Flugzeuge ausgeschaltet werden.
Am 9. Juli näherte sich die deutsche 12. Panzerdivision (Generalmajor Josef Harpe) mit etwa 100 Panzern dem Schlachtfeld und entschied damit die Kämpfe zugunsten der Wehrmacht. Das 5. mechanisierte Korps wurde in der Flanke und im Rücken angriffen, die Abschneidung drohte. Am Morgen gingen die Einheiten der sowjetischen 18. Panzerdivision zum Oboljanka-Abschnitt zurück. Die 14. Panzerdivision grub sich entlang der Straße Witebsk-Smolensk ein und schlug dort deutsche Vorstöße ab. Im Zusammenhang mit der drohenden Einkreisung befahl der Befehlshaber der 20. Armee, Generalleutnant P. A. Kurotschkin, am 9. Juli um 16:30 Uhr im Zusammenhang mit der feindlichen Offensive in der Region Witebsk, die Gegenoffensive nach Lepel einzustellen und den Rückzug nach Osten einzuleiten. Beim Ausbruch aus der Einkreisung wurde der Kommandeur des 25. Panzerregiments der 13. Panzerdivision, Oberst A. N. Murawjow, getötet. Am selben Tag versuchten Einheiten der 14. Panzerdivision einen kurzen Gegenschlag, um den Abzug der Korps-Einheiten jenseits der Lutschesa zu gewährleisten.
Am 9. Juli brach derweil nordöstlich vom Schlachtgeschehen die deutsche 20. Panzerdivision des XXXIX. Armeekorps in Witebsk ein und gewann die Rollbahn Smolensk-Moskau. Das 7. mechanisierte Korps ging auf die Linie Liosno und Zaolschi zurück und wurde von den weiteren Kämpfen gefesselt, man konnte den Verlust von Witebsk nicht verhindern. Die Überreste des 5. mechanisierten Korps zogen sich in das Gebiet von Orscha zurück, wo sie auf Befehl des Kommandanten der 20. Armee, die von der Infanterie vorbereiteten Verteidigungslinie besetzten. Die schweren Verluste der beiden mechanisierten Korps erleichterten den deutschen Verfolgern in den folgenden Tagen den Durchbruch in die Region Smolensk.

## Verluste
Die Verluste der sowjetischen Seite vom 6. bis 10. Juli beliefen sich auf 832 Panzer und etwa 5000 Soldaten und Offiziere, davon über 450 Ausfälle alleine beim 7. mechanischen Korps. Nach dem Kampfprotokoll des 5. mechanisierten Korps gab es infolge der Kämpfe vom 8. bis 10. Juli folgende Verluste: bei der 13. Panzerdivision – 82 Panzer, bei der 17. Panzerdivision – 244 Panzer, bei der 109. mot. Schützendivision – 40 Panzer. Ohne die noch eingekreisten Teile der 17. Division gab es 646 Personalverluste, darunter 138 Tote und 357 Vermisste. Die Reste eines abgeschnittenen motorisierten Schützenregiments der 17. Panzerdivision konnte erst am 20. Juli aus der deutschen Einkreisung ausbrechen. Die 18. Panzerdivision schlug am Morgen des 10. Juli an der Oboljanka deutsche Angriffe zurück und begann sich dann abzusetzen.
Nach Angaben deutscher Literaten beliefen sich die unwiederbringlichen Verluste an Panzern bei der 7. und 17. Panzerdivision vom 6. bis 10. Juli auf 27 Kampfwagen.